# Glenea tatsienlui
Glenea tatsienlui é uma espécie de escaravelho da família Cerambycidae.